# Effet Unruh
L'effet Unruh, parfois aussi appelé radiation de Fulling-Davies-Unruh, prédit qu'un observateur en mouvement uniformément accéléré observera un rayonnement de corps noir, là où un observateur dans un référentiel inertiel n'en verra pas. Autrement dit, l'observateur en mouvement uniformément accéléré se retrouvera dans un environnement chaud à une température T. Il fut découvert (théoriquement) en 1973 par Stephen Fulling (en) puis en 1975 par Paul Davies et en 1976 par William Unruh de l'université de la Colombie-Britannique, mais n'a pas encore été mis expérimentalement en évidence.
L'effet Unruh décrit la détection des fluctuations du vide quantique par un observateur de Rindler, — c.-à-d. uniformément accéléré dans l'espace-temps plat de la relativité restreinte — et comme rayonnement thermique dont la température est dite température d'Unruh. Contrairement à l'effet Casimir, les particules virtuelles ne se manifestent pas à cause d'une modification du champ électromagnétique. Leur fréquence se décale à la suite du déplacement accéléré de l'observateur, selon un mécanisme proche de l'effet Doppler relativiste.

## Historique
Les éponymes de l'effet Fulling-Davies-Unruh,, sont Stephen Fulling, Paul Davies et William Unruh. Fulling découvre en 1972-1973, que, dans l'espace-temps de Minkowski, le vide n'a pas de particules par rapport aux opérateurs inertiels de création et d'annihilation mais a des particules par rapport aux opérateurs accélérés. Davies découvre en 1975, que les particules ont un spectre de corps noir dont la température est donnée par a/2π où a est l'accélération constante de l'observateur. Unruh découvre en 1976, l'interprétation correcte des particules.

## Expression mathématique
On obtient le rapport entre la température {\displaystyle T} du corps noir et l'accélération {\displaystyle a} grâce à la formule :
{\displaystyle T={\frac {\hbar \,a}{2\pi \,c\,k_{\rm {B}}}}},
où :
- {\displaystyle k_{\rm {B}}} est la constante de Boltzmann ;
- {\displaystyle \hbar } est la constante de Planck réduite ;
- {\displaystyle c} est la constante de la vitesse de la lumière dans le vide.

Par exemple, une accélération de 9,81 m/s2 donne un rayonnement de 3,98 × 10−20 K.

## Lien avec l'évaporation des trous noirs
L'effet Unruh constitue un analogue cinématique au rayonnement des trous noirs, prédit par Stephen Hawking. En effet,  le principe d'équivalence d'Einstein indique que les effets (locaux) d'un champ gravitationnel sont en tous points semblables aux effets d'une accélération uniforme. En conséquence, l'attraction d'un trou noir provoquerait l'apparition d'un rayonnement de corps noir, comme le prévoit le physicien britannique. En fait, par rapport à l'évaporation des trous noirs, l'effet Unruh est même bien plus facile à décrire conceptuellement (il ne nécessite pas la relativité générale), même s'il fut découvert après cette dernière, dont il est une conséquence relativement immédiate.

#### Dictionnaires et encyclopédies
- [Taillet, Villain et Febvre 2018] Richard Taillet, Loïc Villain et Pascal Febvre, Dictionnaire de physique, Louvain-la-Neuve, De Boeck supérieur, hors coll., janvier 2018, 4e éd. (1re éd. mai 2008), X-956 p., 17 × 24 cm (ISBN 978-2-8073-0744-5, EAN 9782807307445, OCLC 1022951339, BNF 45646901, HAL hal-02017867, SUDOC 224228161, présentation en ligne, lire en ligne), s.v. Unruh (effet), p. 762.

#### Publications historiques
- [Davies 1975] (en) P. C. W. Davies, « Scalar production in Schwarzschild and Rindler metrics », Journal of Physics A, vol. 8, no 4,‎ avril 1975, p. 609-616 (OCLC 4843455239, DOI 10.1088/0305-4470/8/4/022, Bibcode 1975JPhA....8..609D, S2CID 122257867, résumé).
- [Fulling 1973] (en) Stephen A. Fulling, « Nonuniqueness of canonical field quantization in Riemannian space-time », Physical Review D, vol. 7, no 10,‎ 15 mai 1973, p. 2850-2862 (OCLC 4630885938, DOI 10.1103/PhysRevD.7.2850, Bibcode 1973PhRvD...7.2850F, S2CID 122465948, résumé).
- [Unruh 1976] (en) W. G. Unruh, « Notes on black-hole evaporation », Physical Review D, vol. 14, no 4,‎ 15 août 1976, p. 870-892 (OCLC 4630957064, DOI 10.1103/PhysRevD.14.870, Bibcode 1976PhRvD..14..870U, S2CID 55050558, résumé).